# Mr. P (chanteur)
Peter Okoye, né le 18 novembre 1981, mieux connu sous le nom de Mr P, est un chanteur nigérian devenu célèbre dans les années 2000 en tant que membre clé du duo P-Square avec son frère jumeau identique Paul Okoye. 

## Enfance et éducation
Mr. P et son frère jumeau ont grandi dans une famille nombreuse, à Jos dans l'État de Plauteau, au Nigeria. Il est né dans la famille de Josephine Okoye et de Mazi Moses Okoye.
Peter et son frère Paul rejoignent une école de musique et un club de théâtre, où ils commencent à danser, chanter et interpréter des chansons d'artistes populaires comme MC Hammer, Bobby Brown et Michael Jackson.
En 2021, il reçoit un doctorat honorifique de l'Université ESCAE en République du Bénin,.

## Carrière musicale
En 2017,  le groupe célèbre P-Square connait une dissolution et les deux membres du groupe se séparent, Mr. P sorti pour la toute première fois son single solo intitulé "For My Head", "Cool It Down" en 2017.
En 2018, Mr. P collabore avec Nyanda de Brick & Lace sur une chanson intitulée "Wokie Wokie". En 2021, Mr. P fonde son propre label appelé PClassic Label, le label signe avec l'activiste nigérian et disc-jockey DJ Switch et sort un premier album de 16 titres intitulé The Prodigal qui mettait en vedette Tiwa Savage, Simi, Teni, Wande Coal, Tamar Braxton, Singah, Mohombi, DJ Switch et OvieKelz,.

## Vie privée
En 2013, Peter Okoye et sa petite amie d'alors, Lola Omotayo, accueillent leur fille Aliona dans un hôpital de San Francisco aux États-Unis. Le 17 novembre 2013, le couple se marie à l'Arche de Lekki, Lagos, Nigeria.

## Récompenses
Le 16 juin 2016, Mr. P est nommé ambassadeur de l'automobile Kia. Il est également nommé ambassadeur de la marque pour le lait Olympic, produit par Nutricima limited. Peter crée une émission de télé-réalité nommée Dance with Peter qui a été parrainée par Globacom Telecommunication Limited. En août 2021, il est présenté comme ambassadeur de la marque Adidas, une entreprise manufacturière qui s'occupe de chaussures, de vêtements et d'accessoires.